# Lonicera gynochlamydea
Lonicera gynochlamydea là một loài thực vật có hoa trong họ Kim ngân. Loài này được Hemsl. mô tả khoa học đầu tiên năm 1888.